# Liis Lemsalu

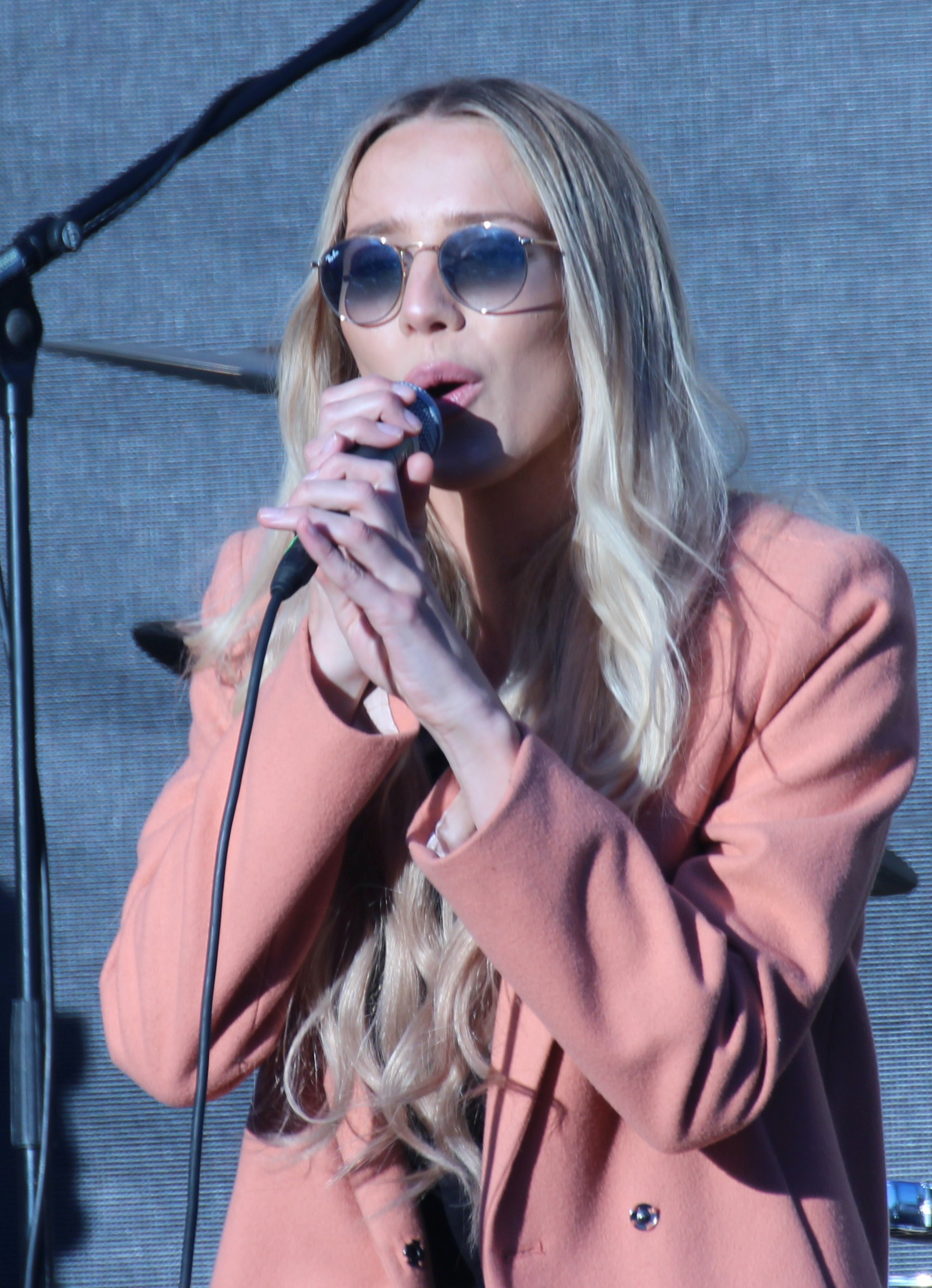
Liis Lemsalu (2018)

Liis Lemsalu (* 20. Oktober 1992 in Pärnu) ist eine estnische Sängerin.

## Leben
Liis Lemsalu ist die Tochter des Fußballspielers Marek Lemsalu. Sie besuchte das Tallinn Nõmme Gymnasium.
Lemsalu erreichte nationale Bekanntheit, als sie 2011 die vierte Staffel von Eesti otsib superstaari, die estnische Version von Deutschland sucht den Superstar, gewann. Nach ihrem Sieg tourte sie gemeinsam mit anderen Teilnehmern der Show und veröffentlichte die Single Kõnnime seda teed gemeinsam mit dem Zweitplatzierten ihrer Staffel, Artjom Savitski. Im Anschluss wurde sie bei der Universal Music Group unter Vertrag genommen.
Nach dem Erfolg ihrer ersten Singles wie Shining Star oder Wanna Get Down, veröffentlichte Lemsalu noch 2011 ihr erstes Album Liis Lemsalu. Eins der Lieder auf dem Album, Made Up My Mind, reichte sie beim estnischen Vorentscheid für den Eurovision Song Contest 2012, Eesti Laul, ein. Dort konnte sie sich für das Finale qualifizieren, belegte dort jedoch schließlich den dritten Platz hinter Ott Lepland und Lenna Kuurmaa. Im darauffolgenden Jahr nahm sie erneut an Eesti Laul teil, schied jedoch mit dem Lied Uhuu im zweiten Halbfinale aus. 2015 nahm Lemsalu erneut an Eesti Laul teil, dieses Mal gemeinsam mit Egert Milder und dem Lied Hold On, konnte sich jedoch erneut nicht für das Finale qualifizieren.
Nach Eesti Laul 2015 veröffentlichte Lemsalu ihre erste EP namens RULES, die ausschließlich Lieder auf Englisch beinhaltete, wie ihren Eesti Laul-Beitrag, Got To Be oder Breaking the rules.
Mit der Veröffentlichung ihres größten Hits Sinu Ees (In Front Of You auf Englisch) im Mai 2016 erlangte Lemsalu große Popularität. Der Song wurde von Radio Elmar zum Lied des Jahres gekürt, nachdem er 14 Wochen ununterbrochen an der Spitze ihrer Hitliste stand.
Ende 2016 gab sie bekannt, dass sie im darauffolgenden Jahr erneut an Eesti Laul teilnehmen würde. Mit dem Lied Keep Running qualifizierte sie sich für das Finale, wo sie mit zehn Punkten den siebten Platz belegte. Lemsalu veröffentlichte auch eine estnische Version des Liedes namens Aeg on Käes. Im gleichen Jahr veröffentlichte sie ihr zweites Album +1, welches alle ihre Singles aus den Jahren 2016 und 2017 sowie fünf neue Lieder beinhaltete, von denen ein Großteil große Radiohits waren oder wurden.
Seitdem veröffentlichte Lemsalu weitere Singles, unter anderem Tähed Me Jalge All, Magusvalus oder Doomino, gemeinsam mit dem Sänger Stefan.

## Diskografie

### Alben
- 2011: Liis Lemsalu
- 2017: +1

### EPs
- 2015: RULES

### Singles
- 2011: Kõnnime seda teed (mit Artjom Savitski)
- 2011: Shining Star
- 2011: Wanna Get Down
- 2011: Täitugu soovid
- 2012: Made Up My Mind
- 2012: Lighting in the Bottle
- 2013: Uhhuu
- 2013: Rohkem värve / Got To Be
- 2013: Sulle võin kindel olla
- 2014: That Kinda
- 2014: Slowly Dying
- 2015: Hold On (feat. Egert Milder)
- 2015: Fire
- 2015: Breaking the Rules
- 2016: Sinu ees / In Front of You
- 2017: Keep Running / Aeg on Käes
- 2017: Sinuga koos / Next to You
- 2017: Ei Peatu
- 2017: Püüab meid
- 2018: Süda taob (mit Ott Lepland)
- 2019: Tähed Me Jalge All
- 2019: Kehakeel
- 2020: Halb või hea
- 2021: Magusvalus